# Beijing (socken i Kina)
Beijing (kinesiska: 北景乡, 北景) är en socken i Kina. Den ligger i den autonoma regionen Guangxi, i den södra delen av landet, omkring 170 kilometer nordväst om regionhuvudstaden Nanning. Antalet invånare är 25187. Befolkningen består av 12 500 kvinnor och 12 687 män. Barn under 15 år utgör 23,0 %, vuxna 15-64 år 68 %, och äldre över 65 år 8,0 %.
Genomsnittlig årsnederbörd är 1 846 millimeter. Den regnigaste månaden är juni, med i genomsnitt 349 mm nederbörd, och den torraste är februari, med 34 mm nederbörd.